# CZ 52

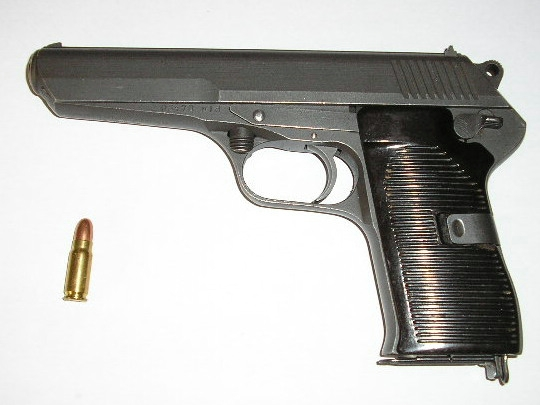
CZ 52 et une cartouche de 7,62 TT.

Le CZ 52 est un pistolet tchèque servant d'arme d'ordonnance dans l'armée tchécoslovaque entre 1952 et 1982.

## Description
Ses concepteurs sont Jan Kratochvíl et Jaroslav Kratochvíl. Environ 200 000 de ces armes de poing furent produites de 1953-1957 par la Česká Zbrojovka. Un certain nombre furent remis en état par les ateliers militaires au cours des années 1970. Son successeur fut le Vz 82.
Il fonctionne en simple action avec un mécanisme emprunté à la MG42.

## Données numériques
- Munition : 7,62mm M48 (variante plus puissante du 7,62 Tokarev mais tirable dans les mêmes armes)/ 9mm Parabellum (armes de surplus converties pour l'exportation)
- Masse: 950 g
- Longueur: 209 mm
- Canon: 120 mm
- Chargeur : 8 coups

## Sources
- F. MYATT, Les pistolets et revolvers du 16e siècle à nos jours, 2e édition, Celiv, 1993
- Publication téléchargeable (ebook) : Le pistolet CZ-52 expliqué, par Gérard Henrotin - Editions H&L HLebooks.com - 2017